# Polystichum maderense
Polystichum maderense là một loài dương xỉ trong họ Dryopteridaceae. Loài này được Johns. mô tả khoa học đầu tiên năm 1866.
Danh pháp khoa học của loài này chưa được làm sáng tỏ. 